# NGC 7588
NGC 7588 is een spiraalvormig sterrenstelsel in het sterrenbeeld Pegasus. Het hemelobject werd op 3 november 1864 ontdekt door de Duitse astronoom Albert Marth.

## Synoniemen
- MCG 3-59-31
- ZWG 454.30
- ARAK 581
- NPM1G +18.0587
- PGC 70983